# Пудвай
 Пудва́й — деревня в Глазовском районе Удмуртии в составе сельского поселения Понинское.

## География
Находится на расстоянии примерно 23 км на север-северо-восток по прямой от центра района города Глазов.

## История
Известна с 1873 года как починок Пудвайский, где было дворов 5 и жителей 43, в 1905 14 и 164, в 1924 22 и 189. Работали колхоз «Рассвет» и совхоз «Зотовский».

## Население
Постоянное население составляло 109 человек (удмурты 96 %) в 2002 году, 84 в 2012.